# 湾岭镇
湾岭镇，是中华人民共和国海南省琼中黎族苗族自治县下辖的一个乡镇级行政单位。

## 行政区划
湾岭镇下辖以下地区：
湾岭社区、乌石社区、乌石村、大平村、水央村、来浩村、录南村、中朗村、北排村、大墩村、高坡村、南久村、加章村、坡寨村、孟田坡村、新仔村、鸭坡村、湾岭村、岭门村和新坡村。